# Nampula (província)
Nampula é uma província situada na região norte de Moçambique. A sua capital é a cidade de Nampula, localizada a cerca de 2150  km a norte da cidade de Maputo, a capital do país. Com uma área de 81 606  km² e uma população de 6 102 867 habitantes em 2017, é a província que está dividida em mais distritos, 23, e possui, desde 2022, oito municípios.

## Localização
Localizada no nordeste de Moçambique, a província de Nampula faz fronteira a norte, através do rio Lúrio, com as províncias de Cabo Delgado e Niassa. A sudoeste está separada pelo rio Ligonha da Zambézia, encontrando-se a este com o Oceano Índico.

## Demografia

### População
De acordo com os resultados preliminares do Censo de 2017, a província de Nampula tem 6 102 867 habitantes em uma área de 81 606km², e, portanto, uma densidade populacional de 74,8 habitantes por km², sendo a mais populosa província. Quando ao género, 51,8% da população era do sexo feminino e 48,2% do sexo masculino.
O valor de 2017 representa um aumento de 2 018 211 habitantes ou 49,4% em relação aos 4 084 656 residentes registados no censo de 2007.
| 1980      | 1997      | 2007      | 2017      |
| 2 241 745 | 2 975 747 | 4 084 656 | 6 102 867 |

## História
A actual província descende das unidades territoriais coloniais criadas para administrar o território situado entre a Companhia do Niassa e o distrito de Quelimane. A primeira a surgir foi o distrito de Moçambique em 1896. O governo colonial apenas daria por terminada a ocupação efectiva do distrito (a sua parte ocidental) em 1913. Ao contrário dos outros territórios do norte da colónia, apenas a parte mais ocidental do distrito (Malema) foi invadida pelo exercito alemão durante a Primeira Guerra Mundial, com a excepção de uma pequena área do actual distrito de Moma.
Em 1973 o distrito de Moçambique passa a chamar-se distrito da Ilha, o qual se tornará a província de Nampula em 1975.

## Governo

### Governadores
De 1974 a Janeiro de 2020 a província foi dirigida por um governador provincial nomeado pelo Presidente da República. No seguimento da revisão constitucional de 2018 e da nova legislação sobre descentralização de 2018 e 2019, o governador provincial passou a ser eleito pelo voto popular, e o governo central passou a ser representado pelo Secretário de Estado na província, que é nomeado e empossado pelo Presidente da República.

#### Governadores nomeados
- (1974) Armando Panguene[9]
- (1975-1978) João Américo Mpfumo[10]
- (1978-1980) Daniel Saúl Mbanze[11]
- (1980-1986) Feliciano Salomão Gundana[12]
- (1986-1988) Gaspar Mateus Zimba[13]
- (1988-1900) Jacob Nyambir (ou Nhambir)[14]
- (1990-1995) Alfredo Cepeda Gamito[15]
- (1995-2000) Rosário Mualeia[16]
- (2000-2005)  Abdul Razak Noormahomed[17]
- (2005-2006) Filipe Paúnde[18]
- (2006-2012) Felismino Tocole[19]
- (2012-2015)  Cidália Manuel Chaúque[20]
- (2015-2020) Victor Manuel Borges[21][22]

#### Governadores eleitos
- (2020-2025) Manuel Rodrigues[23] Eleito pelo Partido Frelimo
- (2025-) Eduardo Abdula[24] Eleito pelo Partido Frelimo

### Secretários de Estado
- (2020-2023) Mety Oreste Gondola[25]
- (2023-2025) Jaime Bessa Augusto Neto[26]
- (2025-) Plácido Nerino Pereira[27]

## Economia
A sua economia está essencialmente ligada à produção de castanha de caju, algodão, tabaco, pedras preciosas e outros minerais.

## Subdivisões da província

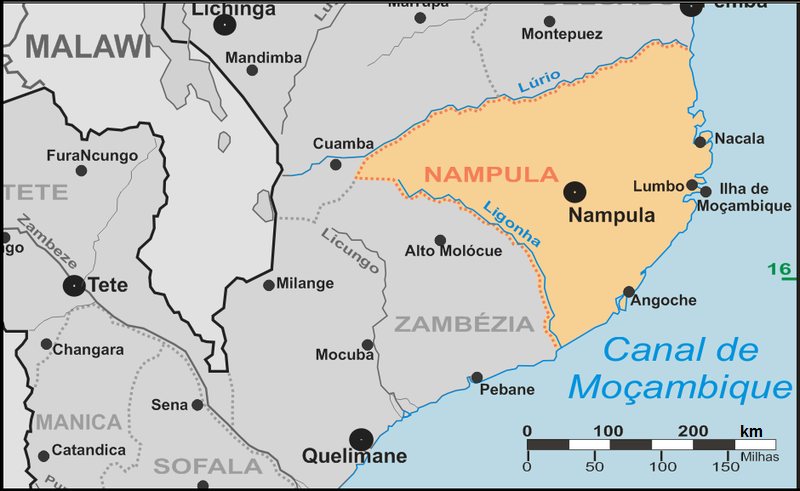
Mapa da província de Nampula.)

### Distritos
A Província de Nampula está dividida em 23 distritos, os 18 já existentes quando foi realizado o censo de 2007, mais os distritos de Ilha de Moçambique e Nampula, estabelecidos em 2013 para administrar as competências do governo central, e que coincide territorialmente com os municípios do mesmo nome, e os novos distritos de Larde e Liúpe. De notar que o distrito de Nampula-Rapale passou a designar-se como Rapale a partir da mesma altura:
- Angoche
- Eráti
- Ilha de Moçambique
- Lalaua
- Larde
- Liúpo
- Malema
- Meconta
- Mecubúri
- Memba
- Mogincual
- Mogovolas
- Moma
- Monapo
- Mossuril
- Muecate
- Murrupula
- Nacala-a-Velha
- Nacala Porto
- Nacarôa
- Nampula
- Rapale
- Ribáuè

### Municípios
Nampula possui, desde 2022, oito municípios:
- Angoche (cidade)
- Ilha de Moçambique (cidade)
- Malema (vila)
- Monapo (vila)
- Mossuril (vila)
- Nacala Porto (cidade)
- Nampula (cidade)
- Ribaué (vila)

De notar que a vila de Ribaué se tornou município em 2008, a de Malema em 2013 e a Mossuril em 2022.